# بوستر فاللي
بوستر فاللي، (بالإنجليزية: Puster Valley)‏، (الإيطالية:o Val Pusteria ،ˈval pusteˈriːa (الألمانية: Pustertal ، Ladin: Val de)، هو وادي في جبال الألب، يمتد في اتجاه الشرق والغرب بين لينز في شرق تيرول، النمسا ومولباخ، بالقرب من بريكسن، في جنوب تيرول ، إيطاليا. تشكل بلديات جنوب التيرول في وادي باستر، منطقة وادي باستر.

## معرض صور

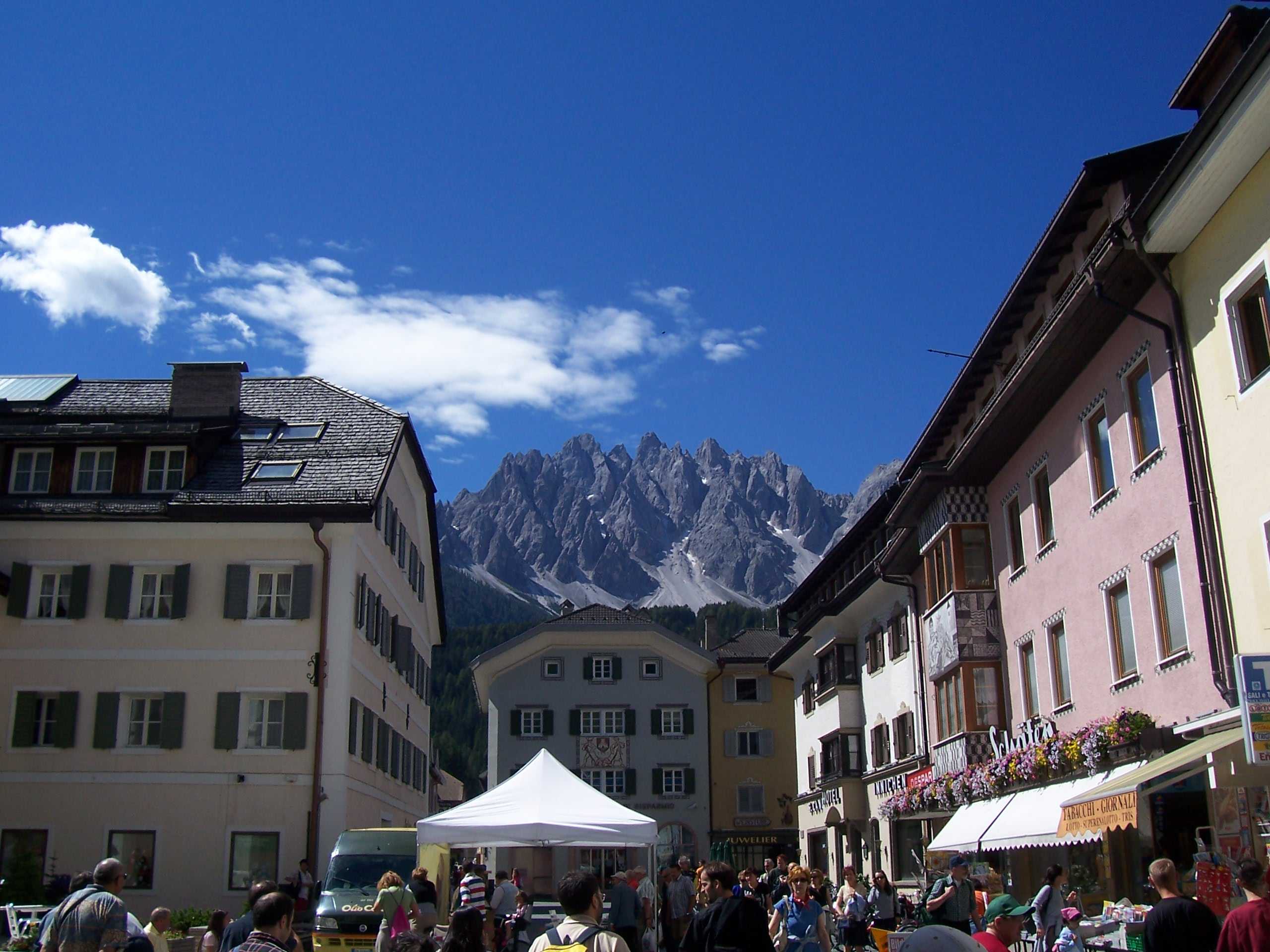
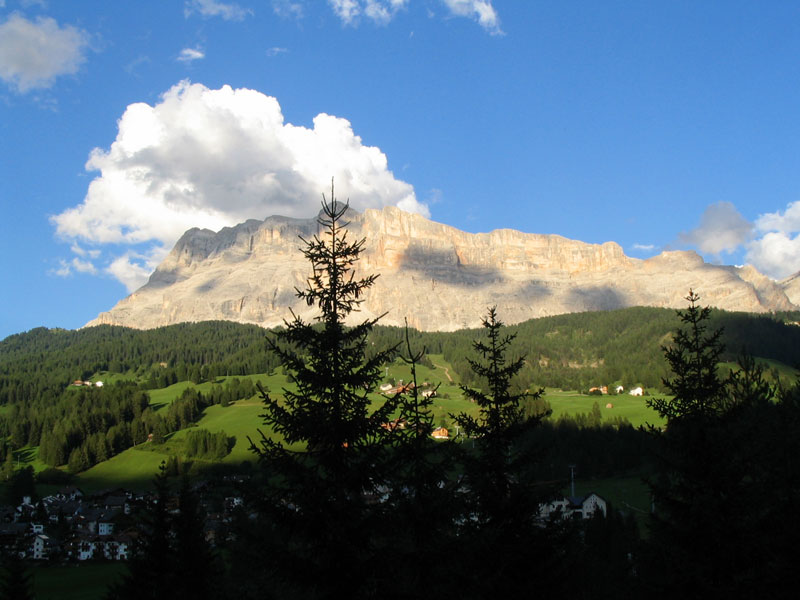
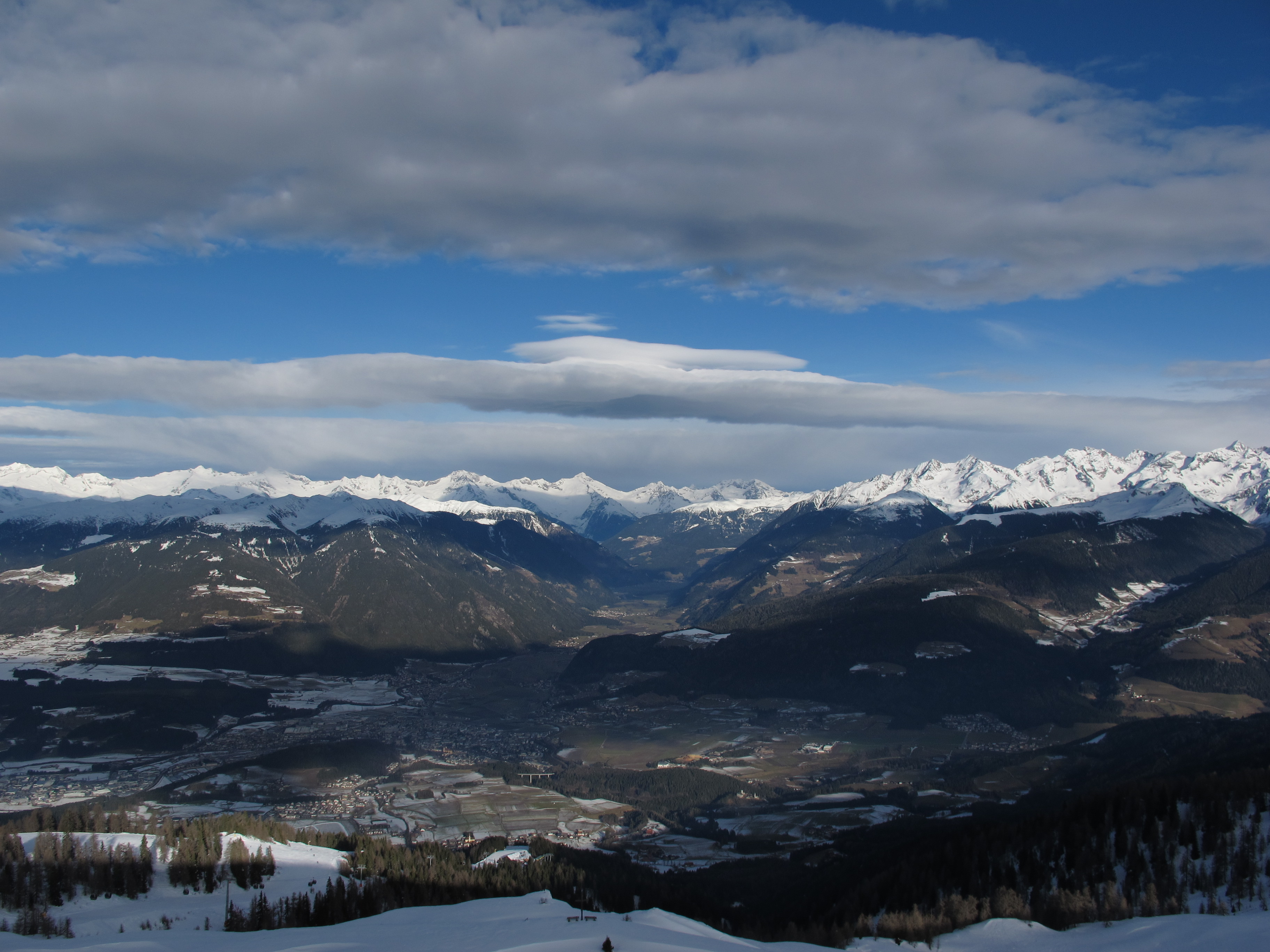
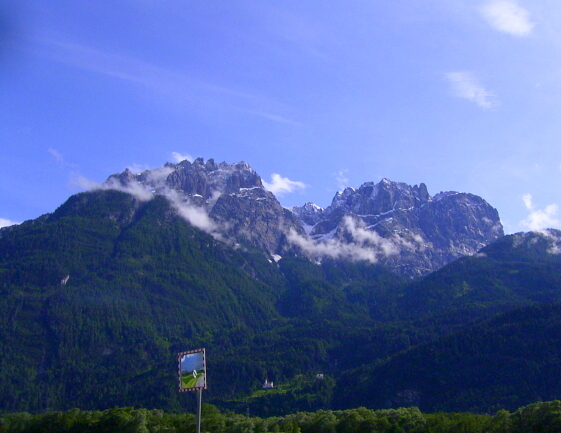
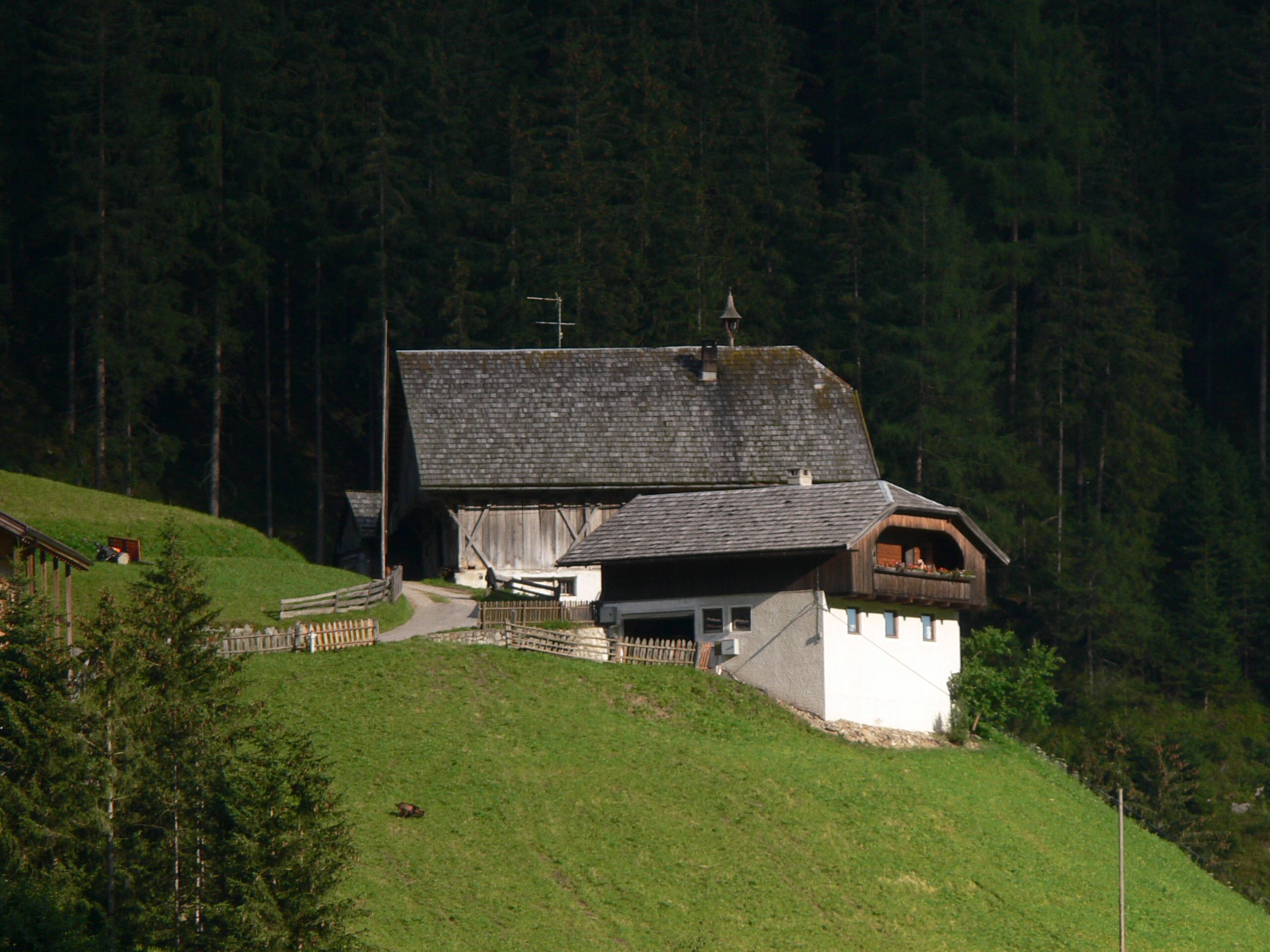